# T. J. Warren
Anthony "T. J." Warren, Jr. (Durham, Carolina del Norte; 5 de septiembre de 1993) es un jugador de baloncesto estadounidense que pertenece a la plantilla de los Westchester Knicks de la G League. Con 2,03 metros, juega en la posición de alero.

## Trayectoria deportiva

### Instituto
Warren se graduó desde el instituto "Brewster Academy", pero también asistió a la "Riverside High School" y la "Word of God Christian Academy". Obtuvo un promedio de 14 puntos por partido en el equipo de Word of God y su equipo terminó la temporada con 24-3. Mientras que en la Brewster Academy en Wolfeboro, Nuevo Hampshire, Warren fue un alero en su equipo de baloncesto. Clasificado con el número 32 en la Clase de 2012 por MaxPreps en el Top 100, Warren se convirtió en una mercancía caliente para los reclutas universitarios. Durante su último año de escuela secundaria, Warren fue visto por varias universidades, incluyendo la Universidad Estatal de Carolina del Norte, Georgetown y la Universidad de Carolina del Norte. Después de visitar algunos de sus posibles universidades, Warren se comprometió oficialmente con la Universidad Estatal de Carolina del Norte el 2 de noviembre de 2011. Warren fue reclutado por Orlando Early, el entrenador asistente de la NCSU. Warren fue parte de la segunda clase mejor clasificada de baloncesto universitario por CBSSports junto con Tyler Lewis y Rodney Purvis. Los tres jugadores fueron All-Americans y nativos de Carolina del Norte. Se convirtió en el clasificado número 23 en el ranking de reclutamiento de ESPN para la clase de reclutamiento de 2012 antes de comprometerse a jugar para la Universidad Estatal de Carolina del Norte.

### Universidad
Temporada freshman

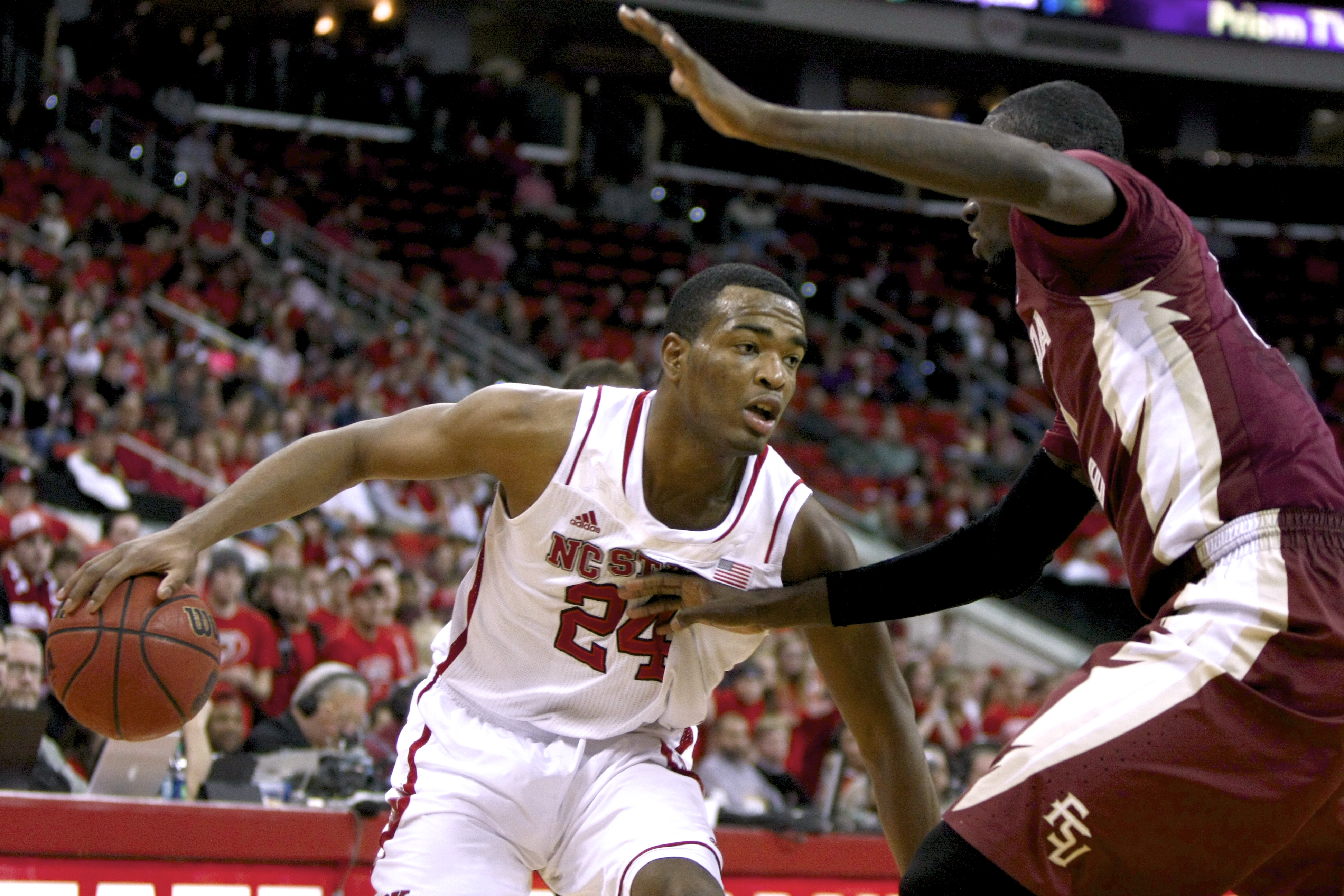
TJ Warren con NC State en 2014.

Como parte del equipo de baloncesto masculino NC State Wolfpack del 2012-13, Warren en su primer año promedió 12,1 puntos por partido y 4,2 rebotes en 27 minutos por partido lo que le valió para ser nombrado para el mejor quinteto freshman (debutante) de la Atlantic Coast Conference. También lideró la ACC en porcentaje de tiro de ese año con .622, o el 62,2%. T. J. Warren jugó el mejor partido de esa temporada contra Florida State el 19 de febrero de 2013, en el que anotó 31 puntos y obtuvo 13 rebotes. Ayudó a dirigir a los Wolfpack de nuevo en el torneo de la National Collegiate Athletic Association (NCAA). En el 8.º lugar, que perdió ante la Universidad de Temple en la segunda ronda del torneo de la NCAA. La derrota puso fin a la temporada del equipo con un récord de 24-11.
Temporada sophomore
Warren decidió quedarse por su segundo año a pesar de ser considerado como uno de los 31 mejores prospectos en el draft de la NBA durante su primer año. Su principal influencia fue su padre quien lo convenció de que jugar un año más en NC State porque lo beneficiaría más, por lo que le permitió desarrollar aún más sus habilidades de baloncesto y también a mejorar su valor en el draft de la NBA. Su padre es Tony Warren Sr., quien jugó para la universidad NC State en 1977-1979 en virtud de Norm Sloan. Warren solo jugó un promedio de 27 minutos por partido en su primera temporada, pero sabía que sus minutos se incrementarían durante su segundo año. Esto se debe a que el equipo de baloncesto de NC State perdió todos sus titulares respecto al año anterior, cuando era un "freshman" jugador de primer año. Warren mostró un gran potencial como jugador, pero en su primer año no tenía muchas oportunidades en la cancha para demostrar su talento debido a su tiempo de juego.
Warren tenía el récord de su carrera de puntos, con 41 en contra Pittsburgh, seguido de una actuación de 42 puntos contra Boston College. Warren llevó a su equipo a la final 64 en el torneo de la NCAA, ocupando el 12º lugar, después de vencer a Xavier en la primera ronda llamada "First Four". Warren terminó su segunda temporada al ser derrotado ante St. Louis en la segunda ronda después de anotar 28 puntos. Esa temporada promedió 24,9 puntos y 7,1 rebotes, con un promedio de 35,4 minutos por partido.
Warren llevó a su universidad a un récord de 22-14 y se fue de 9-9 en la Atlantic Coast Conference en su segundo año. Terminó liderando al equipo con 7,1 rebotes por partido y 1,8 robos por partido. También es el primer jugador en ganar el Jugador del Año de la ACC de la universidad desde Julius Hodge.
En la temporada 2013-14 lideró la Atlantic Coast Conference (ACC) en anotación con un promedió de 24,9 puntos por partido.
En abril de 2014, Warren declaró su elegibilidad para el draft de la NBA, renunciando a sus dos últimos años universitarios.

#### Premios y honores
En 2014, Warren estaba en la carrera por la entrega anual 38 del Premio John R. Wooden que se otorga al Jugador Nacional del Año por la temporada de baloncesto universitario. Fue nombrado en la lista de mitad de temporada para el Premio John R. Wooden, donde fue uno de los 25 jugadores seriamente considerados para el premio.
Al final de la temporada 2014, Warren fue uno de los mejores en la ACC en rebotes ofensivos y está entre los líderes de la liga en rebotes y robos. En la conclusión de la temporada regular, Warren fue nombrado Jugador del Año de la ACC. Warren también fue nombrado en el segundo equipo All-American por la Associated Press y Sporting News al final de la temporada, así como en el mejor quinteto de la ACC.

#### Estadísticas
| Año     | Equipo   | PJ | PT | MPP  | %TC  | %3P  | %TL  | RPP | APP | ROB | TPP | PPP  |
| ------- | -------- | -- | -- | ---- | ---- | ---- | ---- | --- | --- | --- | --- | ---- |
| 2012–13 | NC State | 35 | 14 | 27.0 | .622 | .519 | .542 | 4.2 | .8  | 1.2 | .4  | 12.1 |
| 2013–14 | NC State | 35 | 35 | 35.4 | .525 | .267 | .690 | 7.1 | 1.1 | 1.8 | .6  | 24.9 |
| Total   | Total    | 70 | 49 | 31.2 | .555 | .315 | .654 | 5.7 | 1.0 | 1.5 | .5  | 18.5 |

### NBA
El 26 de junio de 2014, Warren fue seleccionado en la decimocuarta posición en el Draft de la NBA de 2014 por los Phoenix Suns. El 12 de julio de 2014, hizo su debut en la NBA Summer League de 2014, registrando 22 puntos y 4 rebotes en la derrota 72 por 74 de los Golden State Warriors.
Tras cinco temporadas en Phoenix, durante la noche del draft de 2019, es traspasado a Indiana Pacers.
El 1 de agosto de 2020, estableció su récord personal de anotación en un partido NBA, al anotar 53 puntos ante Philadelphia 76ers, en los partidos de reanudación de la temporada 2019-20 en la "burbuja de Orlando".
Al comienzo de su segunda temporada en Indiana, el 31 de diciembre de 2020, los Pacers anunciaron que se sometería a una cirugía para reparar una pequeña fractura por estrés producida en el hueso navicular del pie izquierdo. Finalmente se operó en enero de 2021. Esa temporada solo disputó 4 encuentros.
Tras alargarse los plazos de recuperación, el 17 de marzo de 2022, se anunció que estaba descartado para toda la 2021–22, no habiendo disputado un solo encuentro esa temporada.
Tras una temporada sin jugar, el 5 de julio de 2022 es contratado por los Brooklyn Nets. Debuta con los Nets el 2 de diciembre de 2022 ante Toronto Raptors anotando 10 puntos. Fue su primer encuentro tras 703 días sin jugar.
El 8 de febrero de 2023 es traspasado, junto a Kevin Durant, a Phoenix Suns a cambio de Mikal Bridges, Cam Johnson y Jae Crowder.
El 6 de marzo de 2024, firma un contrato de diez días con Minnesota Timberwolves, renovando por otros diez días el 16 de marzo. El 26 de marzo firmó hasta final de temporada.
El 2 de octubre de 2024 firma por New York Knicks, pero el 19 de octubre es cortado antes del inicio de la temporada. El 28 de octubre firma con los Westchester Knicks de la G League.

## Estadísticas de su carrera en la NBA

### Temporada regular
| Año     | Equipo    | PJ  | PT  | MPP  | %TC  | %3P  | %TL  | RPP | APP | ROB | TPP | PPP  |
| ------- | --------- | --- | --- | ---- | ---- | ---- | ---- | --- | --- | --- | --- | ---- |
| 2014-15 | Phoenix   | 40  | 1   | 15.4 | .528 | .238 | .737 | 2.1 | .6  | .5  | .2  | 6.1  |
| 2015-16 | Phoenix   | 47  | 4   | 22.8 | .501 | .400 | .703 | 3.1 | .9  | .8  | .3  | 11.0 |
| 2016-17 | Phoenix   | 66  | 59  | 31.0 | .495 | .263 | .773 | 5.1 | 1.1 | 1.2 | .6  | 14.4 |
| 2017-18 | Phoenix   | 65  | 65  | 33.0 | .498 | .222 | .757 | 5.1 | 1.3 | 1.0 | .6  | 19.6 |
| 2018-19 | Phoenix   | 43  | 36  | 31.6 | .486 | .428 | .815 | 4.0 | 1.5 | 1.2 | .7  | 18.0 |
| 2019-20 | Indiana   | 67  | 67  | 32.9 | .536 | .403 | .819 | 4.2 | 1.5 | 1.2 | .5  | 19.8 |
| 2020-21 | Indiana   | 4   | 4   | 29.3 | .529 | .000 | .800 | 3.5 | 1.3 | .5  | .0  | 15.5 |
| 2022-23 | Brooklyn  | 26  | 0   | 18.8 | .510 | .333 | .818 | 2.8 | 1.1 | .6  | .3  | 9.5  |
| 2022-23 | Phoenix   | 16  | 0   | 12.3 | .429 | .316 | .500 | 3.1 | .7  | .4  | .3  | 4.2  |
| 2023-24 | Minnesota | 11  | 0   | 11.3 | .439 | .154 | .750 | 2.0 | .8  | .4  | .1  | 3.7  |
| Total   | Total     | 385 | 236 | 26.9 | .505 | .351 | .780 | 3.9 | 1.2 | .9  | .5  | 14.3 |

### Playoffs
| Año   | Equipo    | PJ | PT | MPP  | %TC  | %3P  | %TL   | RPP | APP | ROB | TPP | PPP  |
| ----- | --------- | -- | -- | ---- | ---- | ---- | ----- | --- | --- | --- | --- | ---- |
| 2020  | Indiana   | 4  | 4  | 39.0 | .471 | .368 | 1.000 | 6.3 | 3.0 | 2.3 | .3  | 20.0 |
| 2023  | Phoenix   | 6  | 0  | 13.4 | .316 | .143 | .750  | 1.2 | .5  | .2  | .5  | 2.7  |
| 2024  | Minnesota | 3  | 0  | 3.8  | .000 | .000 | —     | 1.0 | .3  | .0  | .0  | .0   |
| Total | Total     | 13 | 4  | 19.1 | .427 | .296 | .923  | 2.7 | 1.2 | .8  | .3  | 7.4  |

## Vida personal
Warren es hijo de Anthony "Tony" Warren Sr, preparador físico de North Carolina State.